# Locika (pohádka)
Locika[nedostupný zdroj] (německy Rapunzel) je německá pohádka Bratří Grimmů, která byla poprvé publikována v roce 1812 v souboru Kinder- und Hausmärchen (Pohádky bratří Grimmů). Jedná se o literární adaptaci pohádky Persinet, kterou napsala Charlotte-Rose de Caumont de La Force v roce 1698. Její děj byl mnohokrát užit a parodován v médiích a nejznámější věta „Rapunzel, Rapunzel, let down your hair“ (tj. „Lociko, Lociko, spusť dolů své vlasy“) je v populární kultuře idiomem.
V klasifikačním systému Aarne Thompsona se jedná o typ 310, „The Maiden in the Tower“ (tj. „Dívka ve věži“).
Andrew Lang ji zahrnul do knihy The Red Fairy Book. Ostatní verze této pohádky se také objevují v knize A Book of Witches Ruth Manning-Sanderse a ve stejnojmenné publikaci Paula O. Zelinskyho, která v roce 1998 získala ocenění Caldecott Medal.
Její příběh se nápadně podobá perské pohádce Rudaba z 10. století zahrnuté v Firdausího epické básni Šáhnáme. Rudaba spustí své vlasy dolů z věže, aby mohl po nich její ctitel Zal vyšplhat. Některé prvky pohádky mohly být také původně založeny na legendě o Barboře z Nikomédie, kterou uvěznil ve věži její otec.

## Příběh
Osamělý pár toužící po dítěti žije vedle zahrady obehnané zdí, jež patří čarodějnici. Žena, která pociťuje touhu spojenou s příchodem jejího dlouho očekávaného těhotenství, si všimne květiny rapunzel (tj. zvonek řepka, dle jiných verzí pohádky ředkvičky nebo kozlíčku polního, případně locikového salátu) v oné zahradě a začne po ní bezmezně toužit. Jejímu manželovi se dvakrát po sobě podaří v noci do zahrady proniknout, třetí noc jej však čarodějnice jménem Gothel chytí a obviní z krádeže. Žádá o slitování a ona souhlasí, že bude shovívavá pod podmínkou, že se po porodu vzdají svého dítěte v její prospěch. Muž v zoufalství souhlasí. Když se holčička narodí, čarodějnice ji začne vychovávat jako svou vlastní a pojmenuje ji Locika (v originále Rapunzel). Když dosáhne věku 12 let, čarodějnice ji zavře do věže bez dveří či schodů uprostřed lesa, kde je pouze jedna místnost a jedno okno. Když ji chce navštívit, stoupne si pod věž a zavolá: "Lociko, Lociko, spusť dolů své vlasy, abych mohla vyjít po zlatých schodech.“

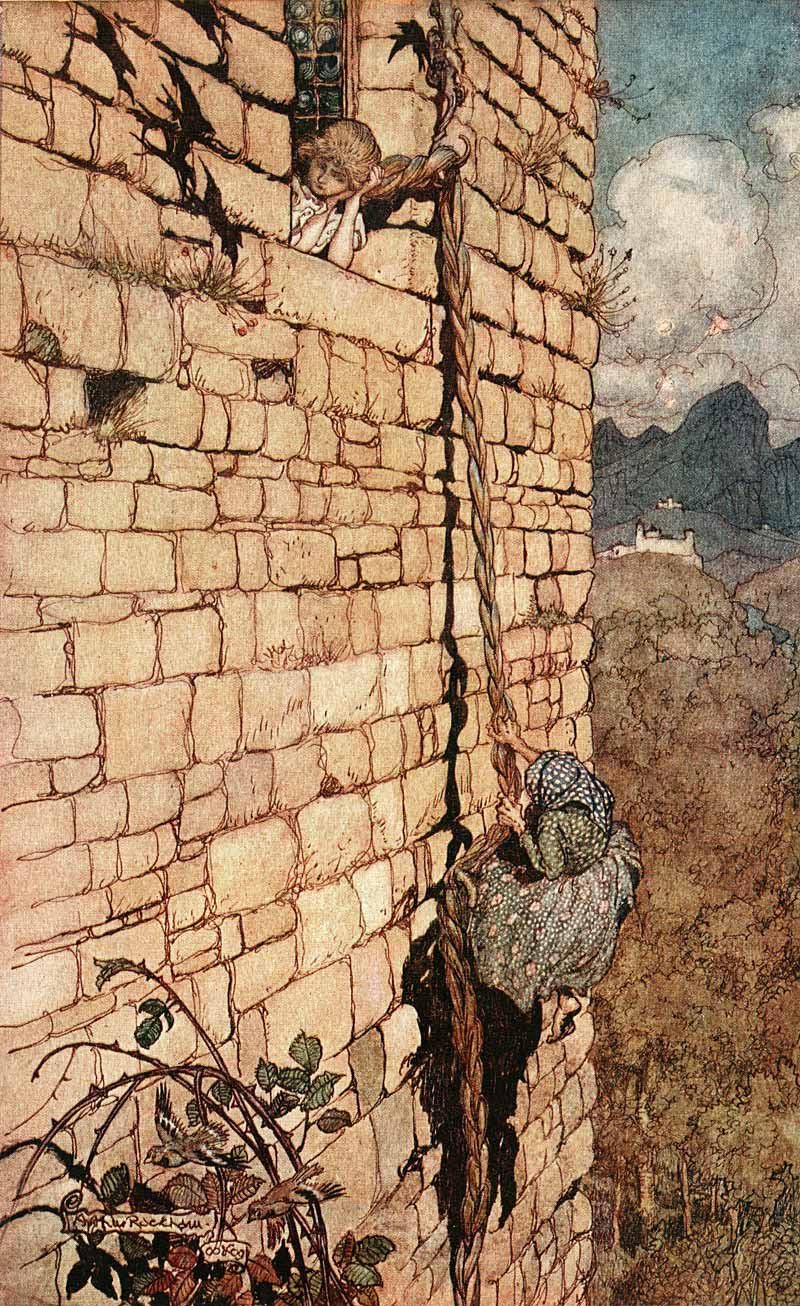
Čarodějnice šplhá za Locikou do věže

Ta potom omotá své blonďaté vlasy okolo háku vedle okna a spustí je dolů, aby po nich mohla čarodějnice vyšplhat do jejího pokoje ve věži (v jiných verzích příběhu je čarodějnice obdařena schopností létání či levitace a Locika si není vědoma délky svých vlasů).
Jednoho dne jel okolo lesa princ a slyšel zpěv Lociky rozléhající se z věže. Uchvácen jejím neustávajícím hlasem ji začal hledat, až věž nalezl, ale přirozeně se mu nepodařilo se do ní nijak dostat. Často se tam vrací, aby naslouchal jejímu krásnému zpěvu. Jednou uviděl, jak se Gothel do věže dostala, a když byla čarodějnice pryč, zavolal na Lociku, aby mu spustila své vlasy a vyšplhal po nich nahoru. Tak se s ní seznámil a nakonec jí nabídl sňatek, s nímž souhlasila.
Společně spřádali plán útěku: On bude přicházet každou noc tak, aby se vyhnul čarodějnici, která přichází ve dne a bude jí přinášet hedvábí, ze kterého si ona postupně utká žebřík. Než se však tento jejich plán podařilo naplnit, Locika pošetile řekla o princi čarodějnici. V prvních verzích Pohádek bratří Grimmů jí nechtěně řekla, že její sukně se kvůli těhotenství stává těsnou, v pozdějších edicích se Locika čarodějnice ve slabé chvilce zeptá, proč je snadnější dostat nahoru prince než ji. Gothel jí ve vzteku vlasy ustřihne a uvrhne ji kamsi do divočiny, aby se starala sama o sebe. Princi pak řekne, že už ji nikdy neuvidí, a on vyskočí v zoufalství z věže a je oslepen trny, do kterých spadl. V jiné verzi jeho pád způsobí sama čarodějnice.
Mnoho měsíců se princ takto toulá pustinami. Jednou, když jde Locika pro vodu, uslyší ji si zpívat a opět se setkají. Když se obejmou, její slzy obnoví jeho zrak. V jiné verzi mu nakonec porodí chlapce – dvojčata (eventuálně dívku a chlapce). Princ si ji odvede do svého království, kde se jim dostane vřelého uvítání.
V alternativním zpracování příběh skončí odhalením, že čarodějnice odvázala cop Lociky poté, co princ z věže vyskočil, cop jí vyklouzl z rukou, spadl kamsi dolů a ona tak zůstala ve věži uvězněná.

## Adaptace
- The Story of Rapunzel - americký krátký (jedenáctiminutový) snímek, klasický animovaný film z roku 1951, režie Ray Harryhausen
- Locika (Rapunzel), opera amerického skladatele Loua Harrisona z roku 1952
- Krásná Locika - německý televizní film z roku 2009
- Na vlásku - americký animovaný film studia Disney z roku 2010 včetně jeho přídavku v krátké grotesce Na vlásku šťastně až navěky z roku 2012